# Agostino Barbarigo (avviso)
L'Agostino Barbarigo è stato un avviso a elica della Regia Marina.

## Storia
Progettato dal generale ispettore del Genio Navale Benedetto Brin come unità di squadra di piccole dimensioni e scarso armamento ma elevata velocità, da impiegarsi anche nelle colonie, il Barbarigo, impostato nel 1876 nell'Arsenale di Venezia e riclassificato nave da guerra di III classe durante la costruzione, il 1º luglio 1877, venne completato nel 1879.
Nel 1880 l'avviso fu stazionario al Pireo (in tale periodo, a inizio agosto 1880, una scialuppa con a bordo un ufficiale e quattro marinai della nave, mandata a caricare sabbia, venne capovolta da un colpo di vento al largo dell'isola di Idra: gli occupanti riuscirono tuttavia a rimorchiare a terra l'imbarcazione, prima a nuoto e poi grazie all'aiuto del canottiere locale Giorgio Kieppos, e a ricondurla a bordo dopo aver prelevato la sabbia).
La sera del 18 maggio 1882 il Barbarigo, agli ordini del comandante Peco, salpò da Napoli insieme alle tre corazzate della II Divisione Navale (di cui faceva parte), ma alle due di notte entrò in collisione con il piroscafo mercantile Persia, diretto a Napoli con a bordo 200 passeggeri: mentre questi non riportò che danni lievi, il Barbarigo ebbe la ruota di prua gravemente danneggiata e due contusi gravi, oltre ad alcuni altri marinai che finirono in mare ma vennero ripescati dal Persia. Dopo aver fermato le macchine e aver chiarito la situazione, l'avviso rientrò a Napoli scortato dalla pirofregata corazzata Ancona, per poi essere sottoposto a riparazioni nell'Arsenale di La Spezia, dal quale uscì ai primi di luglio.
Tra il 1882 e il 1884 la nave, assegnata alla II Divisione, navigò lungo le coste italiane (stazionando soprattutto in Sardegna) e nel Mediterraneo, recandosi anche a Samo, in Grecia (1884).
Nella prima metà del dicembre 1884 il Barbarigo partì per recarsi in Mar Rosso, dove avrebbe dovuto rimpiazzare l'avviso Vedetta nella stazione di Assab, ma rimase danneggiato da una tempesta ancora nel mar Ionio e dovette quindi riparare a Napoli per le riparazioni.

Il Barbarigo all’ancora, intorno al 1900

Nel febbraio 1885 la nave si recò a Porto Said e in aprile il Barbarigo fu inviato in Somalia, dove avviò i primi passi per porre i presupposti della colonia italiana che di lì ad alcuni anni sarebbe sorta nello Stato somalo. In particolare, la nave, che aveva a bordo anche l'esploratore, diplomatico e militare Antonio Cecchi, si recò a Zanzibar (dove giunse il 16 aprile) ed esplorò le coste di tale sultanato e le foci del Giuba. Il 28 maggio 1885 il comandante dell'avviso, capitano di fregata Fecarotta, e il capitano Antonio Cecchi stipularono il primo trattato commerciale tra l'Italia e il sultano di Zanzibar, che portò in breve al protettorato italiano sulla Somalia.
Nel 1886 la nave operò in Mediterraneo, aggregata a formazioni di corazzate, mentre nel febbraio 1887 fu dislocata a Massaua per i collegamenti con Perim e per servizio radiotelegrafico. Nel marzo 1887 l'avviso venne mandato ad Arafali, dove si erano rifugiati numerosi profughi per sfuggire ai saccheggi operati dalle truppe abissine di Ras Alula, ove si sincerò della situazione. Rientrato poi in Italia a metà aprile (partito da Massaua il 16 aprile, giunse a Napoli il 24), il Barbarigo prese parte alle manovre navali del luglio 1887 nelle acque di Messina: durante la battaglia simulata tra le due fazioni, nella mattinata del 20 luglio, l'avviso, che faceva parte del partito “nazionale”, avvistò per primo la flotta “nemica” e “combatté” poi con l'incrociatore torpediniere Tripoli del partito avversario, inviato al suo inseguimento. Nel dicembre 1887 l'unità prese parte a esercitazioni di tiro nelle acque della Maddalena.
Il 18 gennaio 1888 l'avviso venne visitato a Sanremo dal principe Enrico di Prussia e il 21 dalla principessa Vittoria di Prussia. La nave avrebbe dovuto anche trasportare il principe ereditario Guglielmo in una breve gita fino ad Alassio, ma il viaggio non ebbe luogo a causa di altri impegni. Il 3 marzo il Barbarigo trasportò da Sanremo a Mortola i principi Guglielmo, Eugenio e Luigi IV d'Assia e la principessa Irene di Meiningen, mentre il 31 maggio 1888 portò a Savona il comandante della Squadra italiana del Mediterraneo, viceammiraglio Bertelli, e numerosi altri ufficiali.
Nel gennaio 1889 l'avviso, tornato in Mar Rosso, seguì e sorvegliò il piroscafo austriaco Amphitrite, che trasportava da Port Said a Massaua una missione russa in Abissinia. L'unità rimase poi per qualche tempo di base a Massaua.

Il Barbarigo ormeggiato a La Spezia, poco prima della trasformazione in nave scuola cannonieri.

Il 28 aprile 1893 la nave, con a bordo ospiti e ufficiali stranieri, scortò, insieme alla corazzata Re Umberto, agli incrociatori torpediniere Euridice e Iride e a un'altra nave, la Volta, la corazzata Lepanto che trasportava il re e la regina d’Italia in gita nel golfo di Napoli. 
Tra il 1895 e il 1898 il Barbarigo venne sottoposto a radicali lavori di rimodernamento nell'Arsenale di Napoli: la velatura, due alberi a vele auriche, venne eliminata in favore di due alberi di tipo militare, l'armamento venne incrementato e fu inoltre installato un nuovo apparato motore. Terminati i lavori il 30 marzo 1898, l'unità tornò in servizio il 1º aprile. 
Nel 1905 la nave fu ad Aden e Massaua.
Nel 1912 l'ormai anziano Barbarigo venne assegnato a compiti di nave scuola cannonieri, e il 25 (o 31) dicembre 1912 venne posto in disarmo. Radiata il 5 gennaio 1913, la nave venne impiegata a Genova come deposito e nave caserma sino al 1916, anno in cui venne venduta per demolizione e smantellata nel capoluogo ligure.